# QX Gaygalan 2022
QX Gaygalan 2022 var den 24:e QX Gaygalan och den hölls på Cirkus i Stockholm den 25 april 2022. Den var planerad att hållas i februari, men strax innan galan återkom det restriktioner på grund av coronaviruspandemin. Arrangören, tidningen QX, valde att senarelägga galan istället för att dra ner på publiken. 
Galan leddes av Sissela Kyle och Edvin Törnblom och ett längre sammandrag sändes på TV4 lördagen 8 februari. Priser delades ut i 13 kategorier, med fem nominerade i varje kategori. De flesta nomineras av QX läsare, men tidningens redaktion utser hederspristagaren. Det här året gick priset till Vanja Södergren, en av initiativtagarna och deltagarna i Sveriges första pridetåg. Priset delas traditionellt ut av QX grundare och chefredaktör Anders Öhrman. Den här gången var även Liv från Skurup med som utdelare som ett extra hedersuppdrag., Hon kom ut som lesbisk och blev trakasserad av sina klasskamrater, och valde att medgrunda ett pridetåg i Skurup för att stå för sin rätt av vara vem hon är.

## Nominerade och vinnare
Vinnarna listade i fetstil:
| Årets HBTQ | Årets hetero |
| --- | --- |
| - Tone Sekelius - Loui Sand - Magdalena Eriksson - Peter Jöback - Bobby Oduncu Prisutdelare: Magdalena Andersson | - Benjamin Ingrosso - Eric Saade - Zlatan Ibrahimovic - Nisti Stêrk - Ian-Paulo Lira Prisutdelare: Prinsparet Carl-Philip och Sofia                                                                  |
| Årets Hederspris | |
| Vanja Södergren, en av initiativtagarna och deltagarna i Sveriges första pridetåg i Örebrp för femtio år sedan. | |
| Årets drag | Årets film |
| - Imaa Queen - Vanity Vain - Admira Thunderpussy - Seymour Bottoms - Cherry Wilder | - Who the fuck is Bobby? - Flykt - Mitt namn är Tone - Tove - Eternals |
| Årets ställe | Årets låt |
| - Secret garden - Backdoor - Gretas - Mälarpaviljongen - Bee bar | - Don’t shut me down – Abba - Behöver inte dig i dag – Clara Klingenström - Montero (call me by your name) – Lil Nas X - Voices – Tusse - Beggin – Måneskin                                          |
| Årets scen | Årets bok |
| - Darin Akustiskt - Drag show - Från Barbados till Gamla sta - C’est la vie sundays - Pernilla Wahlgren har hybris | - Ett lyckligare år – Jonas Gardell - Lesbiska ligan – Mian Lodalen - Human behind the penis – Jonas Norén - Himlabrand – Moa Backe Åstot - Jag är inte död – Erik Engelv                            |
| Årets TV-program | Årets TV-stjärna |
| - Young Royals - It’s a sin - Thunder in my heart - Tunna blå linjen - Robinson | - Christer Lindarw - Omar Rudberg - Edvin Ryding - William Seth-Wenzel - Tova Sophia Aronsson |
| Årets Keep Up The Good Work | Årets duo |
| - Lars Gårdfeldt, präst som i protest mot att det är tillåtet att vägra viga homosexuella vägrar viga heterosexuella - Ninnileo Daelander, tatuerare som rekonstruerar bröstvårtor gratis på transpersoner och cancerpatienter som opererat sig - Gunn Lundemo, scenproducent som verkar för HBTQ personers utrymme - Red Shoe Bar, trakasserade av privatpersoner och blivit av med alkoholtillstånd på märkliga grunder - C’est la vie sundays, ny och tongivande arena för drag | - Edvin Ryding och Omar Rudberg - Oscar Zia och Anis Don Demina - Magdalena Eriksson och Pernille Harder - Petter och Karl-Fredrik (Karl-Fredrik på Österlen) - Edvin Törnblom och Johanna Nordström |